# Дагестанский государственный университет
Дагестанский государственный университет — одно из крупнейших высших учебных заведений в Дагестане, крупный научный и культурный центр. Основан в 1931 году как Дагестанский государственный педагогический институт, до 1957 года носил имя народного поэта Дагестана Сулеймана Стальского.
ДГУ включает в себя 16 научно-образовательных центров, 18 факультетов, 97 кафедр, 4 филиала, 2 музея (биологический и исторический), фундаментальную библиотеку, биологическую станцию и планетарий. В коллективе университета работает около 3000 преподавателей и сотрудников.

## Общая информация
Университет включает в себя:
- 18 факультетов;
- 2 института;
- 9 филиалов;
- 97 кафедр;
- 2 музея: биологический и исторический;
- гербарий
- научную библиотеку содержащую более 2500000 томов;
- биологическую станцию;
- планетарий.

## История
- 8 октября 1931 года Совнарком ДАССР принял постановление «Об открытии Дагестанского агропедагогического института». Торжественное открытие института было приурочено к 14 годовщине Октябрьской революции.
- В ноябре 1931 года — начались занятия в педагогическом институте. На первый курс института было принято 75 студентов, их обучали 10 штатных преподавателей.
- В 1931 году в институте было открыто 3 отделения:
  - общественно-литературное,
  - химико-биологическое,
  - физико-техническое.

Несмотря на трудные материальные условия, отсутствие учебных площадей и общежитий, большинством студентов первый учебный год был завершен успешно. Студенты сдали экзамены и разъехались по районам республики с конкретным заданием вести в аулах активную работу по новому набору в институт.
- 1935 году состоялся первый выпуск. Дагестан получил 39 учителей с высшим образованием. Тогда в университете обучалось 260 студентов.

2 ноября 1941 года преподаватели, студенты и сотрудники Крымского государственного пединститута прибыли в Махачкалу в эвакуацию. Представители Дагестанского пединститута помогли прибывшим устроиться на месте, их в студенческом общежитии, обеспечили питанием.10 ноября 1941 года правительство Дагестана постановило слить два пединститута в один. 19 ноября был подписан приказ № 167 о переводе крымских студентов в состав Дагестанского пединститута. Многие преподаватели Дагестанского пединститута отправились на фронт и на кафедрах ощущался дефицит кадров. Крымчане были назначены заведующими кафедрами: зоологии (профессор В. М. Боровский), математики (Е. Ф. Скворцов), марксизма-ленинизма (доцент Ф. С. Загородских), русского языка (доцент А. И. Германович). Доцент Н. А. Лебедев стал заместителем директора объединённого пединститута по отделению заочного обучения.
- В 1954 году институт получил корпус площадью свыше 6 тыс. м² с актовым и спортивными залами, светлыми аудиториями и кабинетами. Занятия стали проводиться в одну смену. Старый учебный корпус был переделан под общежитие.
- В 1957 году педагогический институт был преобразован в Дагестанский государственный университет. На стационарном отделении были утверждены 5 факультетов:
  - историко-филологический,
  - физико-математический,
  - факультет естествознания,
  - факультет иностранных языков,
  - инженерно-технический факультет.
- В 1964 году была изменена структура большинства факультетов, созданы новые кафедры. Вместо пяти функционировало уже 8 факультетов:
  - Контингент студентов составил 4691 чел.,
  - работала 31 кафедра,
  - 287 преподавателей, из них:
    - 6 профессоров, докторов наук и
    - 93 кандидата наук, доцента.
- В 1967 году университету было передано здание областной партийной школы, завершено строительство крупного спортивного зала и общежития.
- В 1971 году завершено строительство университетского планетария.
- В 1970 году вышло постановление об организации в Дагестане на базе инженерных факультетов университета Дагестанского политехнического института.
- В 1972 году в университете был организован экономико-правовой факультет, разделенный в 1973 году на:
  - экономический факультет и
  - юридический факультет,
- 1974 — факультет советской торговли. Было введено в эксплуатацию новое здание.
- В 1980 году в университете обучались уже 7487 человек. К этому времени книжный фонд университетской библиотеки составил 993864 тома и в университете было уже[5]:
  - 11 факультетов и
  - 49 кафедр.

## Руководители
| Годы        | Ректор                                      |
| ----------- | ------------------------------------------- |
| 1931 — 1933 | Шанавазов, Даниял Гасанагаевич              |
| 1942 — 1943 | проф. Фаталиев, Халиль Магомедович          |
| 1954 — 1962 | проф. Абилов, Абуталиб Абилович             |
| 1962 — 1965 | проф. Алиев, Абдула Гаджиевич               |
| 1965 — 1987 | проф. Абилов, Абуталиб Абилович             |
| 1987 — 1991 | член-корр. АПН Магомедов, Ахмед Магомедович |
| 1991 — 1992 | проф. Мирзаметов, Магомедмирза Мирзаметович |
| 1992 — 2007 | проф. академик РАО Омаров, Омар Алиевич     |
| 2007 — н.в. | проф. Рабаданов, Муртазали Хулатаевич       |

## Факультеты ДГУ
- Биологический факультет
- Институт экологии и устойчивого развития
- Исторический факультет
- Социальный факультет
- Факультет математики и компьютерных наук
- Факультет информатики и информационных технологий
- Факультет востоковедения
- Факультет иностранных языков
- Факультет культуры
- Факультет повышения квалификации
- Факультет психологии и философии
- Факультет физической культуры и спорта
- Физический факультет
- Филологический факультет
- Факультет управления
- Химический факультет
- Экономический факультет
- Юридический институт

Финансово-экономический факультет и факультет управления экономикой с августа 2009 года объединены в новый, Экономический факультет. Факультет дагестанской филологии с сентября 2009 года преобразован в отделение филологического факультета. Эколого-географический факультет в 2015 году был преобразован в Институт экологии и устойчивого развития.

## Известные выпускники
- Абдулатипов, Абдул-Кадыр Юсупович (род. 1935) — учёный, педагог, профессор, доктор филологических наук, заведующий кафедрой литературы Дагестана и Востока Дагестанского государственного университета/
- Муху Алиев — первый президент Дагестана.
- Самсон Бройтман — учёный-филолог.
- Шамиль Зайналов — бывший премьер-министр Дагестана.
- Магомед Магомедов — член президиума Верховного суда Дагестана.
- Магомедсалам Магомедов — второй президент Дагестана.
- Магомед-Султан Магомедов — председатель Народного собрания Дагестана и основатель футбольного клуба Анжи.
- Рауф Магомедович Мунчаев — советник РАН, доктор исторических наук, профессор, член-корреспондент РАН.
- Гаджи Нажмудинов — известный культуролог и философ.
- Мавлет Батыров — двукратный Олимпийский чемпион,Чемпион Мира,Чемпион Европы по вольной борьбе.
- Сулейман Керимов — сенатор Совета Федерации Федерального Собрания России, предприниматель и меценат.
- Замир Тарланов — учёный-филолог, Заслуженный деятель науки Российской Федерации.
- Нурбагандов, Магомед Нурбагандович — Герой России
- Адзиев, Хизри Гамидович (1937—2011) — Заслуженный работник высшей школы Российской Федерации